# 肉桂餅

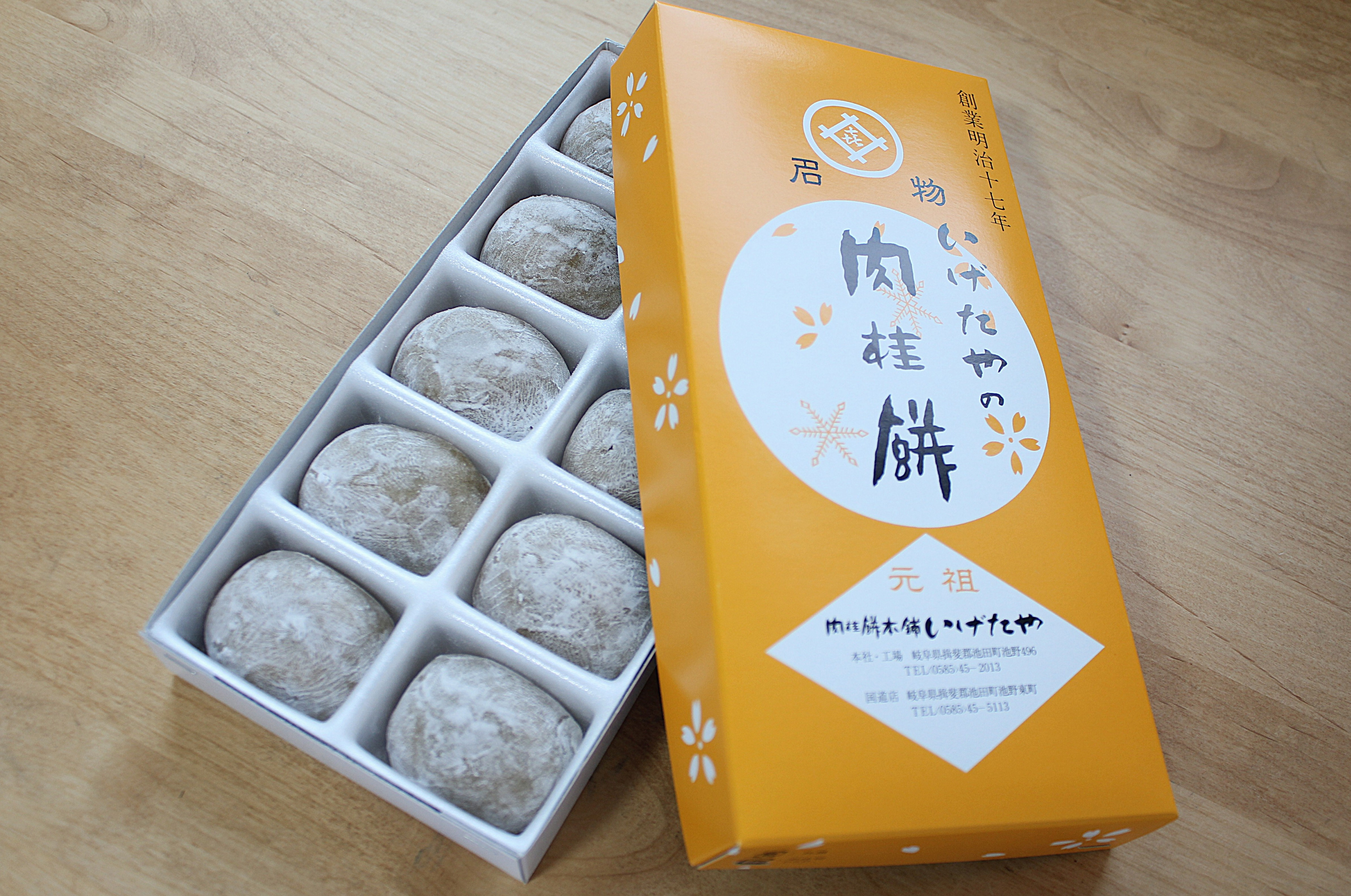
肉桂餅

肉桂餅（ニッキ餅・にっきもち）は肉桂を練りこんだ餅のことである。生八ツ橋とは別の菓子である。

## 概要
安土桃山時代の堺では貿易が盛んに行われ、多くの香辛料が輸入されており、漢方薬の1つとして輸入されていたのが肉桂だった。八百源来弘堂が、肉桂を食べやすくできないかとお餅に混ぜたのが始まりである。肉桂を練り込んでいるため、茶色味のある餅で、肉桂が香り甘みのある素朴な味わいの餅菓子となっている。

## 特産地

### 大阪府堺市
肉桂餅発祥の地である。
- 八百源来弘堂（大阪府堺市）- 肉桂餅の元祖[2]。
- 本家小嶋（大阪府堺市）- こしあんを採用している[3]。

### 岐阜県揖斐郡
肉桂餅を主に製造する和菓子屋が多々存在する。この地域を代表する和菓子（銘菓）でもある。
- 肉桂餅本舗 いげたや（揖斐郡池田町）- 池田町内の老舗和菓子屋さん[4]。こしあんを採用している。
- マブチ 餅松商店（揖斐郡池田町）- 粒あんを採用していて、「池野名物 肉桂餅」として販売している。
- 神原屋（揖斐郡揖斐川町）- 揖斐川町内の老舗和菓子屋さん[5]。肉桂餅やゆず餅が有名。粒あんである。
- 揖斐菓匠庵 みわ屋（揖斐郡揖斐川町）- 揖斐川町内の老舗和菓子屋さん[6]。「奇跡のシナモン大福」として販売している。
- 柏鳥堂（揖斐郡大野町）- 大野町内の老舗和菓子屋さん[7]。

### 京都府京都市
- 名月堂（京都府京都市）- 「八つ橋」にヒントに肉桂粉を混ぜ入れ、滑らかな『ニッキ餅』の原型を作った和菓子屋[8]。

その他にも、滋賀県内にはにっき餅を販売する和菓子屋さんが多く存在する